# Direction centrale du génie
Pour les articles homonymes, voir DCG et DRG.
La direction centrale du génie (DCG) était l'une des directions centrales de l'Armée de terre française, tête de chaîne du service du génie. Elle était située à Paris, rue Bellechasse, non loin de l'Assemblée nationale 
En 2005, la DCG a fusionné avec la direction centrale de l'infrastructure de l'air et la direction centrale des travaux immobiliers et maritimes pour donner naissance à la direction centrale du Service d'infrastructure de la Défense au sein du secrétariat général pour l'administration.
Elle s'appuyait sur le service technique des bâtiments, fortifications et travaux pour les études techniques et le soutien informatique. Cinq directions régionales (DRSID) et une direction (DID) de métropole lui étaient subordonnées, ainsi que six directions outre-mer (DID).

## Directions régionales du service d'infrastructure de la Défense
Les directions régionales sont chargées, chacune pour leur territoire de compétence, de l'assistance au commandement dans le domaine de l'infrastructure, dans la répartition des travaux et dans la gestion des dépenses des établissements de l'infrastructure de la Défense qui lui sont subordonnés. La liste en est la suivante :
- direction régionale du service d'infrastructure de la Défense (DRSID) en Île-de-France au Quartier Général des Loges à Saint-Germain-en-Laye ;
- direction régionale du service d'infrastructure de la Défense (DRSID) de Rennes ;
- direction régionale du service d'infrastructure de la Défense (DRSID) de Brest ;
- direction régionale du service d'infrastructure de la Défense (DRSID) de Metz ;
- direction régionale du service d'infrastructure de la Défense (DRSID) de Lyon ;
- direction régionale du service d'infrastructure de la Défense (DRSID) de Toulon ;
- direction régionale du service d'infrastructure de la Défense (DRSID) de Bordeaux ;
- direction de l'infrastructure de la Défense (DID) de Cherbourg.

## Directions d'infrastructure de la Défense (DID) en outre-mer
Elles sont implantées à :
- Fort-de-France ;
- Djibouti ;
- Cayenne ;
- Nouméa ;
- Saint-Denis ;
- Dakar.